# Evil Zone
Evil Zone ou Eretzvaju (封神領域エルツヴァーユ, Fūjin Ryōiki Erutsuvāyu) est un jeu de combat sorti sur PlayStation. Il a été développé par YUKE's Future Media Creators et édité par Titus Software en 1999. Le joueur peut choisir parmi dix personnages pour combattre dans divers modes de jeux dont: un mode histoire, un mode arcade, un mode versus, un mode entraînement et un mode survie.

## Histoire
L'histoire parle d'Ihadurca, un être surpuissant pouvant vivre dans plusieurs dimensions à la fois. Au prix de lourds sacrifices les habitants de I-Praseru (Happy Island) ont été en mesure de l'emprisonner dans une dimension de confinement, l'Evil Zone. À présent, un tournoi est organisé dans le but de sélectionner le meilleur combattant de toutes les dimensions, qui aura pour objectif de vaincre Ihadurca avant qu'elle ne s'échappe de l'Evil Zone et ne menace de nouveau le monde.
Le mode histoire donne un style unique à ce jeu, comparé aux autres jeux de combat. Chaque personnage a un mode histoire qui lui est propre, présenté comme un feuilleton complet, avec nom d'épisode et commentaire sur le combat à venir avec la voix du personnage. Au fil de ces épisodes on en apprend davantage sur la vie du personnage, son caractère ainsi que ses motivations à combattre.

## Système de jeu
Les combats se déroulent sur un terrain en 3D permettant ainsi aux personnages de se déplacer vers l'avant, l'arrière, la gauche et la droite. La plupart des personnages ont des attaques à moyenne portée, mais il est également possible d'attaquer à courte distance, pour les prises et projections en particulier. Le système de combat n'utilise que deux boutons, un pour attaquer, l'autre pour bloquer, contrairement à d'autres jeux du genre, comme la série des Street Fighter.
Chaque personnage se contrôle de la même manière, cependant chacun à son lot de mouvements qui lui est propre, ainsi qu'une super-attaque qui nécessite l'utilisation d'une charge de puissance (Power Stock) mais qui enlève un quart à un tiers de la jauge de vie de l'ennemi. En maintenant le bouton d'attaque enfoncé, un personnage peut charger jusqu'à trois Power Stocks. Le temps de chargement est lié à la jauge de vie du personnage, plus celle-ci est vide, plus le temps de chargement est court.
Il existe plusieurs cinématiques qui peuvent se déclencher au cours d'un combat, comme lors d'une prise ou d'une projection, ou lorsque les deux personnages chargent en même temps l'un vers l'autre. Cependant les animations les plus remarquables sont celles des super-attaques qui peuvent durer jusqu'à 20 secondes. Ces animations peuvent être plus longues lorsque l'attaque achève l'ennemi.

## Personnages
- Setsuna Saizuki - "The Guardian Angel"

C'est une jeune étudiante qui possède en elle une entité (ni le pourquoi, ni le comment ne seront expliqués). Cette entité du nom de Karin apparait sous les traits d'une jeune fille semi transparente, qu'apparemment Setsuna est la seule à voir et à entendre. C'est elle qui donne à Setsuna toutes ses capacités surnaturelles ainsi que son épée.
Setsuna est amie avec un autre personnage du jeu, Midori Himeno, qui lui a enseigné toutes ses techniques de combat physique. Elle connait également Keiya.
- Linedwell Rainrix - "A medium at Daybreak"

Également connu sous le diminutif de Lie, Linedwell a volé son épée chez un antiquaire. Celle-ci, du nom de Shahal, est douée d'une conscience et peut communiquer par télépathie avec son possesseur. Il sera plusieurs fois supposé au cours du jeu que l'arme est une incarnation de Satan. Elle prendra par la suite le contrôle total de Linedwell et s'exprimera même au travers de sa bouche. Kakurine et Ihadurca connaissent son identité.
- Erel Plowse - "Mercenary"

Erel utilise une armure qui se porte sur les épaules, et qu'elle a nommé Nephilm, alimentée par son esprit de combat. Il sera révélé que cette armure s'appelait autrefois Void et qu'elle a été créée par Kakurine.
Dans son mode histoire, le combat à suivre d'Erel est présenté dans une sorte de petit sketch, dont le genre dépend de l'adversaire.
Erel est follement amoureuse de Al.
- Gally 'Vanish' Gregman - "The Bounty Hunter"

Gally est un chasseur de primes chargé de tuer Ihadurca par un client. Il porte une large épée ainsi qu'une lourde armure capable de lancer des lasers et des missiles. Il a une femme que l'on voit dans chaque séquence d'introduction de son mode histoire. Il est aussi apparemment un bon pianiste et tente de cacher sa dépendance à l'alcool à sa femme.
- Keiya Tenpouin - "The Man in the Shadow"

Keiya est un onmyōji qui a prévu de tuer Ihadurca pour s'approprier ses pouvoirs dans le but de restaurer l'« énergie » de son amie (ou amante) Kamika. L'« énergie » de Kamika  a été apparemment drainée par Lie, c'est pourquoi Keiya le déteste.
Le mode histoire de Keiya est unique dans le sens où durant chaque scène d'introduction de combat, il reçoit une lettre qui lui demande un conseil. Ces lettres sont écrites par l'adversaire à suivre et sont souvent une réflexion sur le personnage qui l'envoie. Ainsi par exemple Gally lui écrit pour savoir comment cacher à sa femme le fait qu'il boit tandis que Kakurine écrit combien elle souhaite tuer Ihadurca.
- Midori Himeno - "Grappler and Passionate"

Midori est une passionnée d'arts martiaux et sera la prochaine héritière du dojo familial. Elle est amie avec Setsuna qu'elle surnomme Yuki, elle connait également Keiya qu'elle méprise. Elle participe au tournoi dans le but d'améliorer ses techniques qui lui serviront à prendre la succession au dojo.
- Danzaiver - "Exceptional Inspector"

L'inspecteur spécial Danzaiver (de son vrai nom Sho Mikagami) se rend sur I-Praseru dans le but de libérer sa partenaire Yuri de l'Evil Zone, qui a été utilisé pour la stabiliser dans le but d'y confiner Ihadurca. Il est aidé par Ruri, la sœur jumelle de Yuri. Danzaiver s'est autoproclamé personnage principal du jeu. Dans son monde d'origine, il combat un syndicat du crime, Crios, dirigé par Galaclava, qui apparemment ressemble fortement à Ihadurca. Il est une parodie de tous les héros du genre Metal-Hero, comme Uchuu Keiji Gavan (X-Or en France). Son nom, lui est une parodie de Sho Fukimachi de la série Guyver.
- Alty Al Lazel - "Wizard"

Al est une particule que l'on donne à tous les magiciens de la cour. C'est pourquoi Al est mentionné sous ce nom tout au long du jeu, même s'il ne l'aime pas. Il utilise en combat  une formule magique nommée Lost Legacy basée sur des sorts de feu offensifs. Il est amoureux d'Erel et rejoint le tournoi pour empêcher qu'elle soit blessée.
Al et Erel sont inspirés des personnages de Slayers. C'est Al qui a invoqué la plupart des combattants pour le tournoi sur I-Praseru.
- Kakurine - "Priestess"

Même si elle est âgée de plus de 10 000 ans (10 010 pour être précis) elle parait tout juste en avoir 10. Elle a de puissants pouvoirs magiques. Elle veut tuer Ihadurca afin de retrouver son amie d'enfance, Lea.
- Ihadurca - "The Absolute Existence"

L'incarnation de Lea dans le monde d'I-Praseru. Son nom était Ihadurca Il Immella et elle était une magicienne de la cour d'I-Praseru avant que Lea ne la possède. Elle a été emprisonnée dans l'Evil Zone par les habitants d'I-Praseru, mais est sur le point de s'en échapper, c'est pourquoi Al a invoqué des guerriers d'autres monde dans le but de la détruire.